# Dany Chamoun
Dany Chamoun (arabisch داني شمعون, DMG Dānī Šamʿūn; * 26. August 1934 in Deir el-Qamar; † 21. Oktober 1990, ermordet) war ein christlicher Politiker im Libanon. Als jüngster Sohn des ehemaligen maronitischen Staatspräsidenten Camille Chamoun ging Dany Chamoun selbst in die Politik.

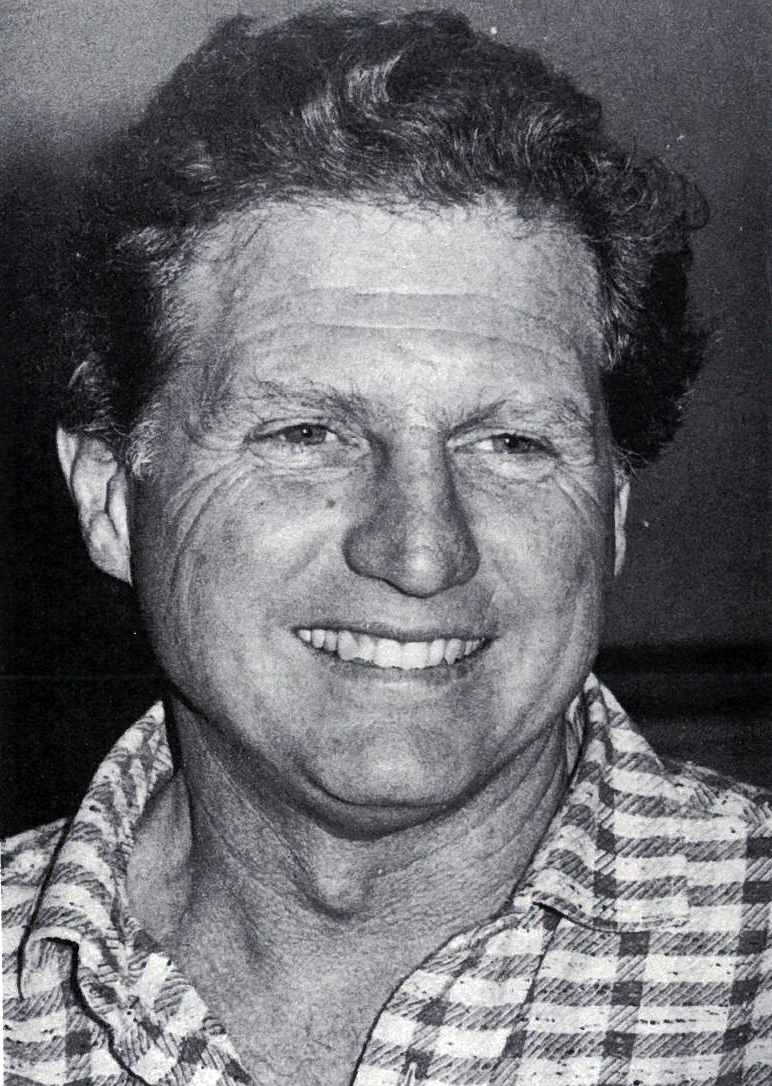
Dany Chamoun, 1988

## Leben
Dany Chamoun wurde in Deir el-Qamar geboren. 1975 war er Verteidigungschef in der von seinem Vater geführten National-Liberalen Partei und gründete die Tiger-Miliz (Noumour el Ahrar, da der mittlere Name seines Vaters Nemr war, was Tiger bedeutet), die eine wichtige Rolle in den frühen Jahren des libanesischen Bürgerkriegs spielte, bevor sie als militärische Kraft 1980 durch einen überraschenden Angriff der von Bachir Gemayel geführten Phalange-Miliz vernichtet wurde. Chamoun und Gemayel wurden bittere Feinde und Chamoun verlegte sein Büro in das muslimisch beherrschte West-Beirut.
Er war Generalsekretär der National-Liberalen Partei von 1983 bis 1985, als er seinen Vater als Parteivorsitzender ablöste. Im Jahre 1988 wurde er Präsident der Libanesischen Front, einer Koalition von nationalistischen und hauptsächlich christlichen Parteien und Politikern, die sein Vater mitbegründet hatte. Im selben Jahr verkündete er seine Kandidatur für die Nachfolge des Staatspräsidenten Amin Gemayel. Syrien, das zu jener Zeit 70 Prozent des libanesischen Gebietes besetzt hielt, war gegen seine Kandidatur.
Gemayels Amtszeit lief am 23. September 1988 aus, ohne dass ein Nachfolger gewählt worden war. Chamoun erklärte seine starke Unterstützung von General Michel Aoun, der von dem abtretenden Präsidenten bestimmt worden war, eine Interimsregierung zu führen und eine der beiden rivalisierenden Regierungen für die nächsten beiden Jahre führte. Chamoun wendete sich gegen das Abkommen von Taif, das nicht nur den Muslimen mehr Anteil an der Macht als bisher gab, sondern, in Chamouns Augen schwerwiegender, die Unterwürfigkeit Libanons gegenüber Syrien festschrieb. Er weigerte sich daher, die neue Regierung unter Präsident Élias Hrawi anzuerkennen.
Am 21. Oktober 1990 wurde auf Chamoun ein Attentat verübt, bei dem er, seine in Deutschland geborene zweite Frau Ingrid und seine beiden Söhne Tarek (7) und Julian (5) getötet wurden. Das pro-syrische Regime verhaftete Samir Geagea, einen rivalisierenden christlichen Milizenführer, der nachfolgend vor Gericht stand. Das Urteil war kontrovers und die Fairness des Verfahrens wurde von Amnesty International in Frage gestellt. Chamouns Bruder Dory Chamoun (der ihn auch als Parteivorsitzender ersetzte) erklärte öffentlich am 25. April 2005, dass er an die Unschuld Geageas glaubt und eine neue Untersuchung verlange, um die wirklichen Attentäter zu enthüllen, die er in syrischen Geheimdienstagenten vermutet.
Dany Chamoun hinterließ zwei Töchter, eine von ihnen (Tracy Chamoun) ist eine bekannte Menschenrechtsaktivistin.